# Cratere Ljekio
Ljekio è un cratere sulla superficie di Callisto.